# Especie clave

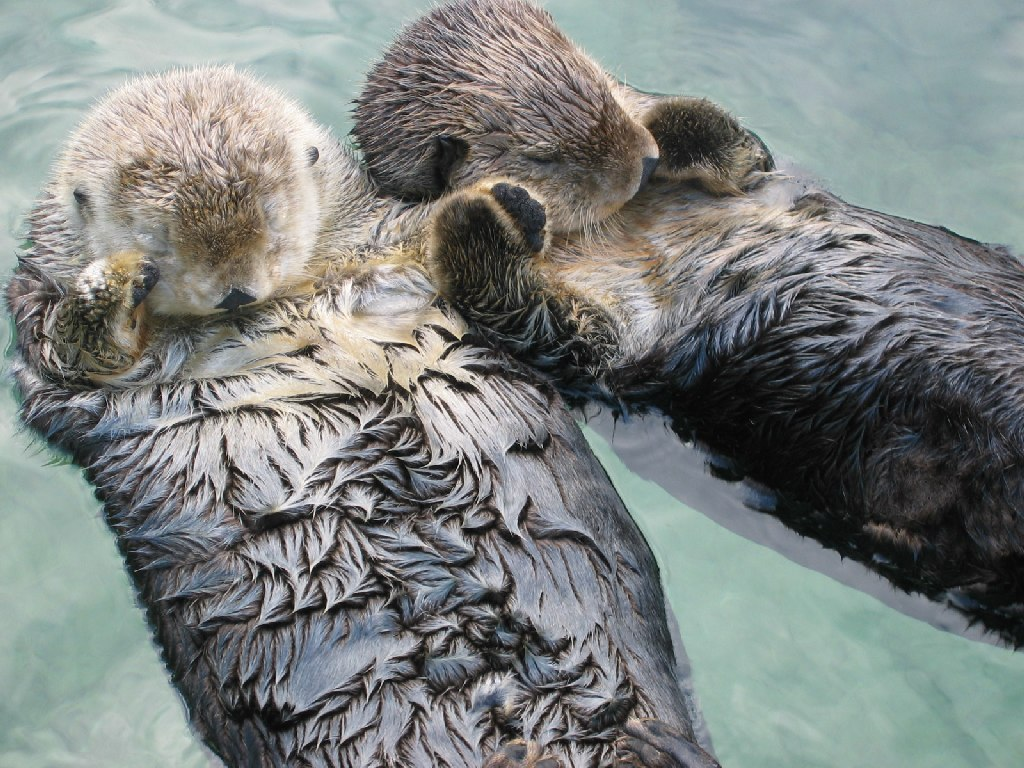
Nutrias marinas.

Una especie clave es una especie que produce un efecto desproporcionado sobre su medio ambiente en relación con su abundancia. Tales especies afectan a muchos otros organismos en un ecosistema y ayudan a determinar los tipos y cantidades de otras varias especies en una comunidad.
Un organismo juega así un papel en su ecosistema que es análogo al de la clave en un arco. A pesar de que la clave es la piedra que recibe menor presión de entre todas las de un arco, este se colapsará si dicha piedra no existe. Similarmente, un ecosistema puede experimentar un cambio dramático si desaparece una especie clave, incluso aunque esa especie sea una pequeña parte del ecosistema en medidas de biomasa o productividad. Se ha convertido en un concepto muy popular en biología de la conservación.
La forma más segura de identificar una especie clave es mediante un experimento que la elimine de su entorno, como cuando Paine devuelve al mar las estrellas de mar costeras. Pero no siempre es posible (ni ético) eliminar por completo a un animal de su entorno. Por eso los científicos recurren a identificar las especies clave por sus rasgos, como lo que comen, los hábitats que crean y sus relaciones con otras especies.

## Definición
La definición dada aquí es de algún modo cualitativa en su naturaleza, ya que no existe aún una definición aceptada y rigurosa.
Un tema a tratar es cómo medir abundancia e impacto y en qué punto trazar la línea. La abundancia en este contexto puede medirse por la biomasa o la productividad, entre otras magnitudes. El impacto es incluso más difícil de definir. Se ha sugerido que tales depredadores clave pueden identificarse en los ecosistemas por su dominancia en la biomasa dentro de grupos funcionales ecológicos, incluso aunque puedan ser relativamente raros en relación con el ecosistema como una totalidad.
El término es a menudo mal usado en lugares donde especie cimental sería el más apropiado. Una especie clave no es simplemente aquella cuya desaparición alteraría el ecosistema. La eliminación de cualquier especie abundante de cualquier ecosistema alterará drásticamente ese ecosistema por definición. Lo que hace atractivo el concepto de especie clave para los conservacionistas es el hecho de que una especie con una huella física relativamente diminuta pueda ser crítica para la salud de su ecosistema.
Sin un consenso sobre su definición exacta, sólo queda ilustrar el concepto de especie clave con una lista de ejemplos.
Una especie clave clásica es aquel pequeño depredador que evita que una particular especie herbívora elimine especies de plantas dominantes. Ya que el número de presas es bajo, el número de depredadores clave puede ser incluso menor y aún ser efectivo. Pero, sin los depredadores, las presas herbívoras explotarían en número, eliminando las plantas dominantes, y alterando dramáticamente el carácter del ecosistema. El escenario exacto cambia con cada ejemplo, pero permanece la idea central de que, a través de una cadena de interacciones, una especie poco abundante produce un impacto desproporcionado sobre las funciones del ecosistema. Un ejemplo es el gorgojo y sus sugeridos efectos clave sobre la diversidad de especies de plantas acuáticas por las actividades de sus presas sobre una especie nociva  de la mienrama de agua.

## Historia
En la década de 1960, un descubrimiento pionero fue un paso más allá y cambió la forma de concebir la biodiversidad y los efectos que tienen unas especies sobre otras. Robert Paine, entonces un joven investigador de la Universidad de Washington (Estados Unidos), demostró que hay ciertas especies que pueden cambiar radicalmente la diversidad de sus comunidades y cuya pérdida podría causar cascadas de destrucción dentro del ecosistema. Las llamó "especies clave".

### Depredadores
Algunas estrellas de mar pueden realizar esta función capturando erizos de mar, mejillones, y otros mariscos que no tienen otros depredadores naturales. Si se retirase la estrella de mar del ecosistema, la población de mejillones explotaría incontrolablemente, erradicando la mayor parte del resto de especies, mientras que la población de erizos aniquilaría los arrecifes de coral. En su clásico artículo de 1966, el Dr. Robert T. Paine describió dicho sistema, hallado en la Neah Bay en el estado de Washington.
Esto le llevó a escribir otro artículo en 1969 donde propuso el concepto de especie clave.
De forma similar, las nutrias marinas del bosque de laminarias  mantienen a raya a los erizos de mar. Las raíces de las laminarias son simplemente anclajes, y no la amplia red de recolección de nutrientes de las plantas terrestres. Por lo tanto, los erizos sólo necesitan alimentarse de las raíces de laminaria, una diminuta porción de la biomasa de la planta, para eliminarla del ecosistema.

Estas criaturas no necesitan ser superdepredadores. Las estrellas de mar son presas para los tiburones, rayas y anémonas de mar. Las nutrias lo son para las orcas.
En el caso del jaguar, que es considerado una especie casi amenazada (UICN), este actúa como especie clave depredadora por su dieta tan variada de alrededor de 87 especies diferentes. Así contribuye al equilibrio del sistema ecológico del bosque.

### Ingenieros
En Norteamérica, el oso pardo es una especie clave —no como depredador sino como ingeniero de ecosistemas. Transfiere nutrientes desde el ecosistema oceánico hacia el ecosistema de bosque. La primera etapa de la transferencia es realizada por el salmón, rico en nitrógeno y potasio, que escala los ríos contra la corriente, a veces a lo largo de cientos de kilómetros. Los osos entonces lo capturan y lo llevan a terreno seco, dispersando las heces ricas en nutrientes y los cadáveres parcialmente devorados. Se ha estimado que los osos llegan a abandonar en el suelo del bosque la mitad del salmón capturado.[cita requerida]
Otra especie clave ingeniera de ecosistemas es el castor, que transforma su territorio de un arroyo a una laguna o pantano.
En la sabana africana, los mayores herbívoros, especialmente los elefantes, conforman su entorno. Los elefantes destruyen árboles, haciendo espacio para las especies de pasto. Sin estos animales, gran parte de la sabana se volvería bosque.